# (4819) Gifford
(4819) Gifford (1985 KC) – planetoida z pasa głównego asteroid okrążająca Słońce w ciągu 3,27 lat w średniej odległości 2,2 j.a. Odkryta 24 maja 1985 roku.